# Tällvattentjärnen
Tällvattentjärnen är en sjö i Örnsköldsviks kommun i Ångermanland och ingår i Moälvens huvudavrinningsområde. Sjöns area är 0,024 kvadratkilometer och den befinner sig 244 meter över havet.